# أمان الله خان
أمان الله خان (1 يونيو 1892 - 25 أبريل 1960). كان حاكم أفغانستان، منذ عام 1919، في البداية كأمير وبعد عام 1926 كملك، حتى تنازله عن العرش في عام 1929  بعد الحرب الإنجليزية الأفغانية الثالثة في أغسطس 1919، تمكنت أفغانستان من التخلي عن وضع الدولة المحمية لإعلان الاستقلال واتباع سياسة خارجية مستقلة خالية من نفوذ المملكة المتحدة.
وقد اتسم حكمه بتغييرات سياسية واجتماعية دراماتيكية، بما في ذلك محاولات تحديث أفغانستان على غرار الخطوط الغربية. ولم ينجح بشكل كامل في تحقيق هذا الهدف بسبب انتفاضة حبيب الله كلكاني وأتباعه. في 14 يناير 1929، تنازل أمان الله عن العرش وهرب إلى الهند البريطانية المجاورة مع بدء تصاعد الحرب الأهلية الأفغانية . من الهند البريطانية ، ذهب إلى أوروبا ، حيث توفي بعد 30 عامًا في المنفى زيورخ ، سويسرا.  في 26 أبريل 1960. تم نقل جثته إلى أفغانستان ودفن في جلال أباد،  بالقرب من والده حبيب الله.

## سنواته المبكرة

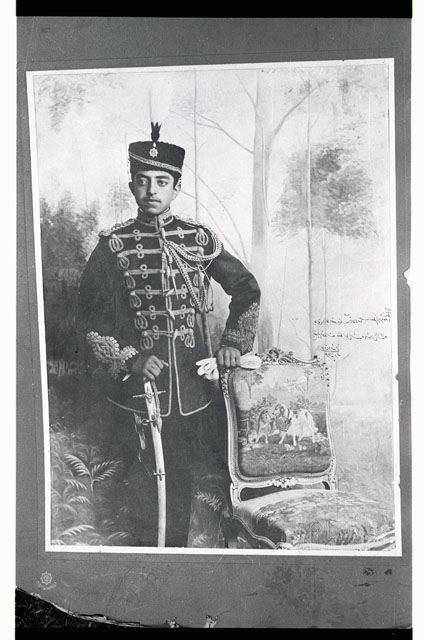
أمان الله في سن مبكر

ولد أمان الله خان في 1 يونيو 1892، في بغمان بالقرب من كابل ، أفغانستان لعائلة من البشتون . وهو الابن المفضل والثالث للأمير حبيب الله خان من زوجته الثانية. تم تنصيب أمان الله حاكما على كابل، وكان يسيطر على الجيش والخزانة. وقد نال ولاء معظم زعماء القبائل.
في فبراير 1919، ذهب الأمير حبيب الله خان في رحلة صيد إلى مقاطعة لغمان في أفغانستان . وكان من بين حاشيته شقيقه نصر الله خان ، الابن الأول لحبيب الله من زوجته الأولى عناية الله ، والقائد العام لحبيب الله نادر خان . في مساء يوم 20 فبراير 1919، اغتيل حبيب الله أثناء وجوده في خيمته على يد شجاع الدولة بأمر من ابنه الأصغر من زوجته الثانية أمان الله، تاركًا نصر الله خليفة للحاكم. العرش الأفغاني. رفض نصر الله في البداية تولي العرش وأعلن ولاءه لابن أخيه عناية الله، الابن الأول لحبيب الله من زوجته الأولى. رفض عناية الله وقال إن والده جعل عمه نصر الله الوريث الشرعي وأراده أن يصبح أميرًا. أعطى جميع أبناء القبائل المحليين ولاءهم لنصر الله، الذي كان رجلاً تقياً ومتديناً.
سافر ما تبقى من حزب حبيب الله إلى الجنوب الشرقي إلى جلال آباد ، وفي 21 فبراير 1919 وصل إلى المدينة، حيث أُعلن نصر الله أميرًا، بدعم من الابن الأول لحبيب الله عناية الله.
أمان الله خان، الابن الثالث لحبيب الله من زوجة حبيب الله الثانية، بقي في كابول كممثل للملك. عند تلقيه نبأ وفاة والده، استولى أمان الله على الفور على الخزانة في كابول وقام بانقلاب ضد عمه.  سيطر على كابل والحكومة المركزية، وأعلن الحرب على نصر الله. لم يكن نصر الله يريد إراقة الدماء لكي يصبح ملكاً. أخبر أمان الله أنه يمكنه الحصول على المملكة، وأنه سيذهب إلى المنفى في المملكة العربية السعودية. أقسم أمان الله خان على القرآن أنه لن يصيب نصر الله أي ضرر إذا عاد إلى كابل ويمكنه بعد ذلك أن يفعل ما يشاء. في 28 فبراير 1919، نصب أمان الله نفسه أميرًا.  في 3 مارس 1919، خوفًا من أن ينتفض أنصار نصر الله ضد أمان الله، خالف كلمته بعد ذلك. تم القبض على نصر الله وسجنه من قبل قوات أمان الله.
في 13 أبريل 1919، عقد أمان الله جلسة دوربار (ديوان ملكي تحت إشراف أمان الله) في كابل للتحقيق في وفاة حبيب الله. ووجدت أن عقيدًا في الجيش الأفغاني مذنب بارتكاب الجريمة وأعدمته. وبناء على الأدلة الملفقة، وجد أن نصر الله متواطئ في الاغتيال.  حُكم على نصر الله بالسجن المؤبد،  لكن أمان الله قام باغتياله بعد عام تقريبًا أثناء احتجازه في السجن الملكي.
لقد شهدت روسيا مؤخرًا ثورتها الشيوعية مما أدى إلى توتر العلاقات بين البلاد والمملكة المتحدة. أدرك أمان الله خان الفرصة لاستغلال الوضع للحصول على استقلال أفغانستان في شؤونها الخارجية. قاد هجومًا مفاجئًا ضد البريطانيين في الهند في 3 مايو 1919، لتبدأ الحرب الأنجلو-أفغانية الثالثة . بعد  الأولية، سرعان ما وصلت الحرب إلى طريق مسدود حيث كانت المملكة المتحدة لا تزال تتعامل مع تكاليف الحرب العالمية الأولى . تم التوصل إلى هدنة في نهاية عام 1919، مما أدى إلى تحرير أفغانستان من النفوذ الدبلوماسي البريطاني.

## الإصلاحات

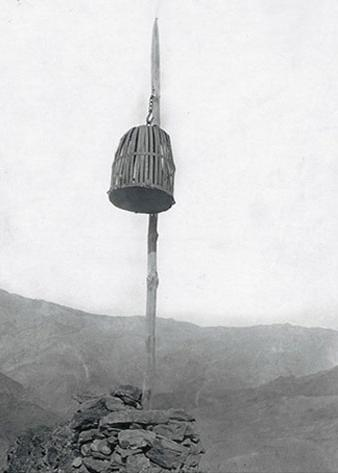
بحلول عام 1921، تم تقليص أعمال اللصوصية بشكل كبير في أفغانستان من خلال العقوبات القاسية، مثل السجن في أقفاص معلقة وترك الشخص بها حتى يموت.

### الإصلاحات الإدارية والسياسية
وضع أمان الله تصورًا لدستور حديث يتضمن الحقوق المتساوية والحريات الفردية، بتوجيه من والد زوجته ووزير الخارجية محمود طرزي.  ولضمان الوحدة الوطنية على أساس المساواة في الحقوق لجميع الناس أمام القانون، ومشاركتهم في التنمية السياسية للبلاد، قام بصياغة أول دستور للبلاد، "النظام الأساسي للحكومة العليا لأفغانستان"، والذي تم تشكيله رسميًا. تمت الموافقة عليه والتصديق عليه من قبل 872 من شيوخ القبائل والمسؤولين الحكوميين المجتمعين في مجلس اللويا جيرغا في جلال آباد في 11 أبريل 1922. وبموجب قانون الشريعة والتشريعات التي سنتها الحكومة، يحق لجميع المواطنين التمتع بحقوق وحريات متساوية، وفقًا للمادة 16 من الدستور.[بحاجة لمصدر]

### التعليم الأدب
تمتع أمان الله بشعبية مبكرة داخل أفغانستان واستخدم نفوذه لتحديث البلاد. أنشأ أمان الله مدارس جديدة أكثر عالمية للبنين والبنات في المناطق وقلب التقاليد القديمة مثل قواعد اللباس الصارمة للنساء.  مرافق تعليمية مختلفة، مثل مدرسة التلغراف، وأكاديمية تعليم اللغة العربية أو دار العلوم، ومدرسة مستورات، ومدرسة الراشدية في جلال آباد، قندهار، ومزار الشريف، ومدرسة قطاغان، وأكاديمية العلوم الطبية الأساسية، أيضًا حيث تم إنشاء أكثر من 320 مدرسة في جميع المحافظات. كان في هذه المدارس في البداية مدرسون هنود تم استبدالهم بعد ذلك بمدرسين فرنسيين. أصبح التعليم الابتدائي إلزاميا، وتم تطوير دورات محو الأمية لتعزيز وتحسين قدرات القراءة. وفي وقت لاحق، تم تطوير دورات لتدريس المواد الدينية والعلوم الحديثة، وقام أمان الله خان بنفسه بتدريس بعضها.[بحاجة لمصدر]
على الرغم من كون اللغة الدارية هي اللغة الرسمية، إلا أن أمان الله خان روج للغة الباشتو باعتبارها جانبًا مهمًا من الهوية الأفغانية. بحلول ثلاثينيات القرن العشرين، بدأت حملة بهدف جعل الباشتو اللغة الرسمية للحكومة الأفغانية. تم إعلان الباشتو لغة رسمية في عام 1936، وتم التأكيد على ذلك في عام 1964.

### إلاحات الثقافية
لعبت زوجة أمان الله، الملكة ثريا طرزي، دورًا مهمًا فيما يتعلق بسياسته تجاه المرأة. أدى هذا التحديث السريع إلى رد فعل عنيف وانتفاضة رجعية عرفت باسم تمرد خوست الذي تم قمعه في عام 1925. التقى أمان الله بالعديد من أتباع الديانة البهائية في الهند وأوروبا، حيث أعاد منها الكتب التي لا تزال موجودة في كابل.  وكان هذا الارتباط فيما بعد أحد الاتهامات الموجهة إليه عندما تمت الإطاحة به.
إن فشل إصلاحات أمان الله خان، مثله مثل أي ظاهرة سياسية كبرى أخرى، كان نتيجة لمجموعة معقدة من المتغيرات الداخلية والخارجية، بعضها موضوعي في الأصل والبعض الآخر مرتبط بمنظمات الخدمة السرية العاملة خارج البلاد. الحدود. فمن ناحية، نشأت أسباب موضوعية من التوترات القائمة بين التغييرات الجاري تنفيذها ومصالح الطبقة الحاكمة في المجتمع.[بحاجة لمصدر] في ذلك الوقت، كانت السياسة الخارجية الأفغانية مهتمة في المقام الأول بالتنافس بين الاتحاد السوفيتي والمملكة المتحدة، أو ما يسمى باللعبة الكبرى . وحاول كل منهما كسب النفوذ في أفغانستان وإحباط محاولات القوى الأخرى لكسب النفوذ في المنطقة. وكان هذا التأثير غير متسق، ولكنه كان في صالح أفغانستان بشكل عام؛ أنشأ أمان الله قوة جوية أفغانية محدودة تتألف من الطائرات السوفيتية المتبرع بها.

## زيارته إلى أوروبا

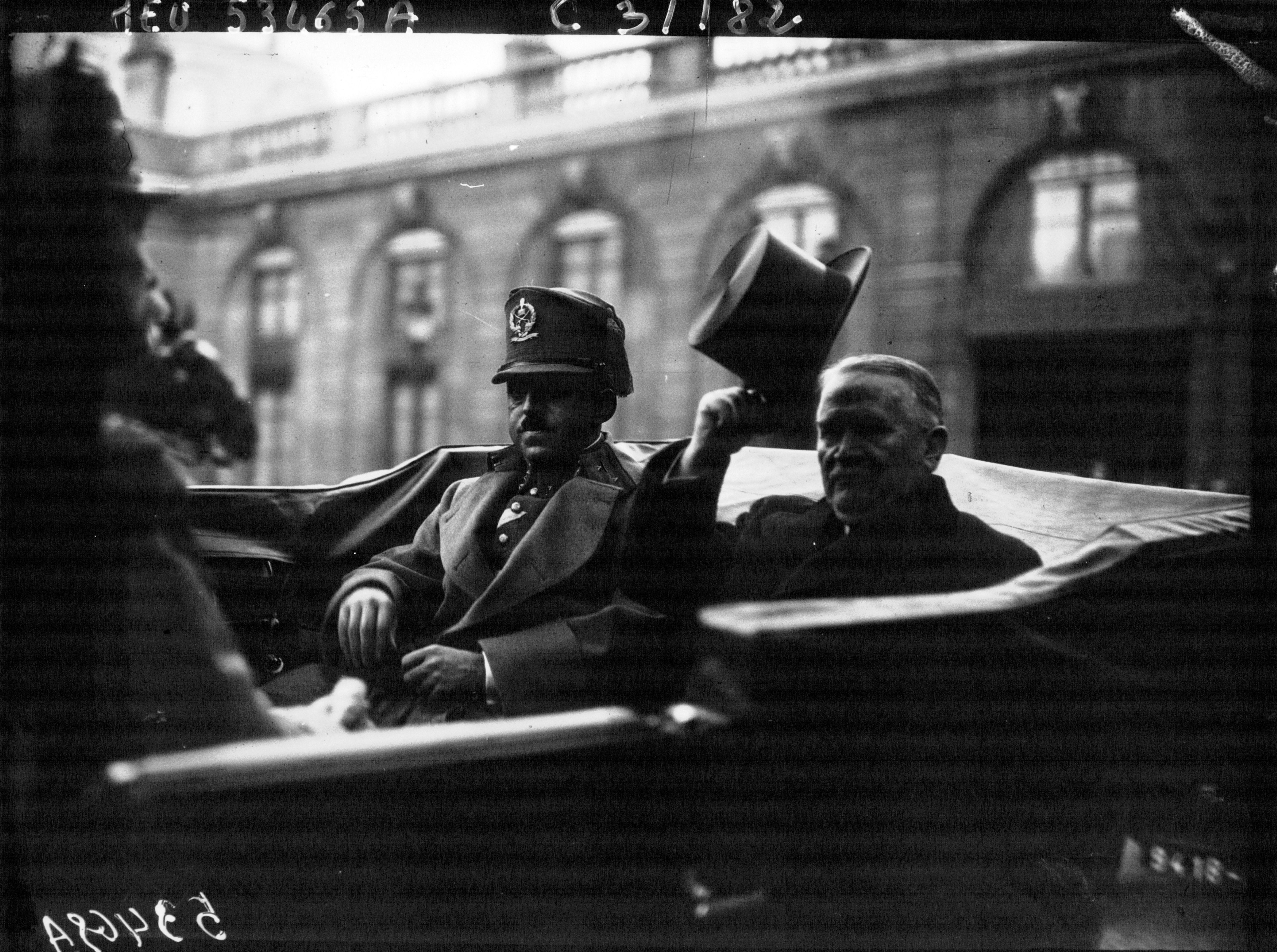
أمان الله خان مع الرئيس الفرنسي غاستون دومرغ في باريس (يناير 1928).

سافر أمان الله إلى أوروبا في أواخر عام 1927.  انطلق الملك والملكة الأفغانيان من كراتشي وفي طريقهما التقيا بالملك المصري فؤاد في القاهرة. وقاموا بزيارة أوروبية سريعة، ومن تلك الدول: إيطاليا (وصلوا في 8 يناير 1928)، حيث التقوا بالملك الإيطالي فيكتور إيمانويل الثالث مع رئيس وزرائه، بينيتو موسوليني ثم البابا بيوس الحادي عشر في مدينة الفاتيكان؛ فرنسا (وصلت إلى نيس في 22 يناير 1928 ثم إلى باريس في 25 يناير)، واجتمعوا مع الرئيس دومرغ؛ بلجيكا، وصلوا إلى بروكسل في 8 فبراير)، حيث التقوا بالملك ألبرت الأول والملكة إليزابيث ملكة بلجيكا. وكانت المحطة التالية هي ألمانيا. وصل أمان الله الذي كان محب للألمان إلى برلين في 22 فبراير والتقى بالرئيس باول فون هيندنبورغ في نفس اليوم.
سافر إلى بريطانيا العظمى كضيف على الملك جورج الخامس والملكة ماري. غادر الزوجان الملكيان إنجلترا في 5 أبريل وتوجها إلى بولندا . في طريقهم، توقفوا لفترة أطول في برلين حيث خضع أمان الله لعملية استئصال اللوزتين بشكل طارئ . وصل القطار الملكي الذي كان على متنه الأمير إلى مدينة زباسزين الحدودية البولندية في 28 أبريل. في اليوم التالي، ذهبوا إلى وارسو ليقابلوا الوزراء البولنديين ورئيس مجلس النواب ورئيس البلاد إغناسي موشيكي . بناءً على طلبه، تم منح أمان الله مقابلة مع المارشال الأول لبولندا جوزيف بيوسودسكي . غادر الزوجين وارسو واتجهوا شرقًا عبر البلاد إلى الحدود مع الاتحاد السوفيتي في 2 مايو 1928.
أخيرًا قام أمان الله خان بزيارة الرئيس التركي الأول مصطفى كمال أتاتورك في 20 مايو 1928 والتي كانت في ذلك الوقت أول زيارة دولة لرئيس دولة أجنبية إلى تركيا . وخلال هذه الزيارة، وقعت تركيا أول اتفاقية مساعد فني لها مع أفغانستان.

## الحرب الأهلية

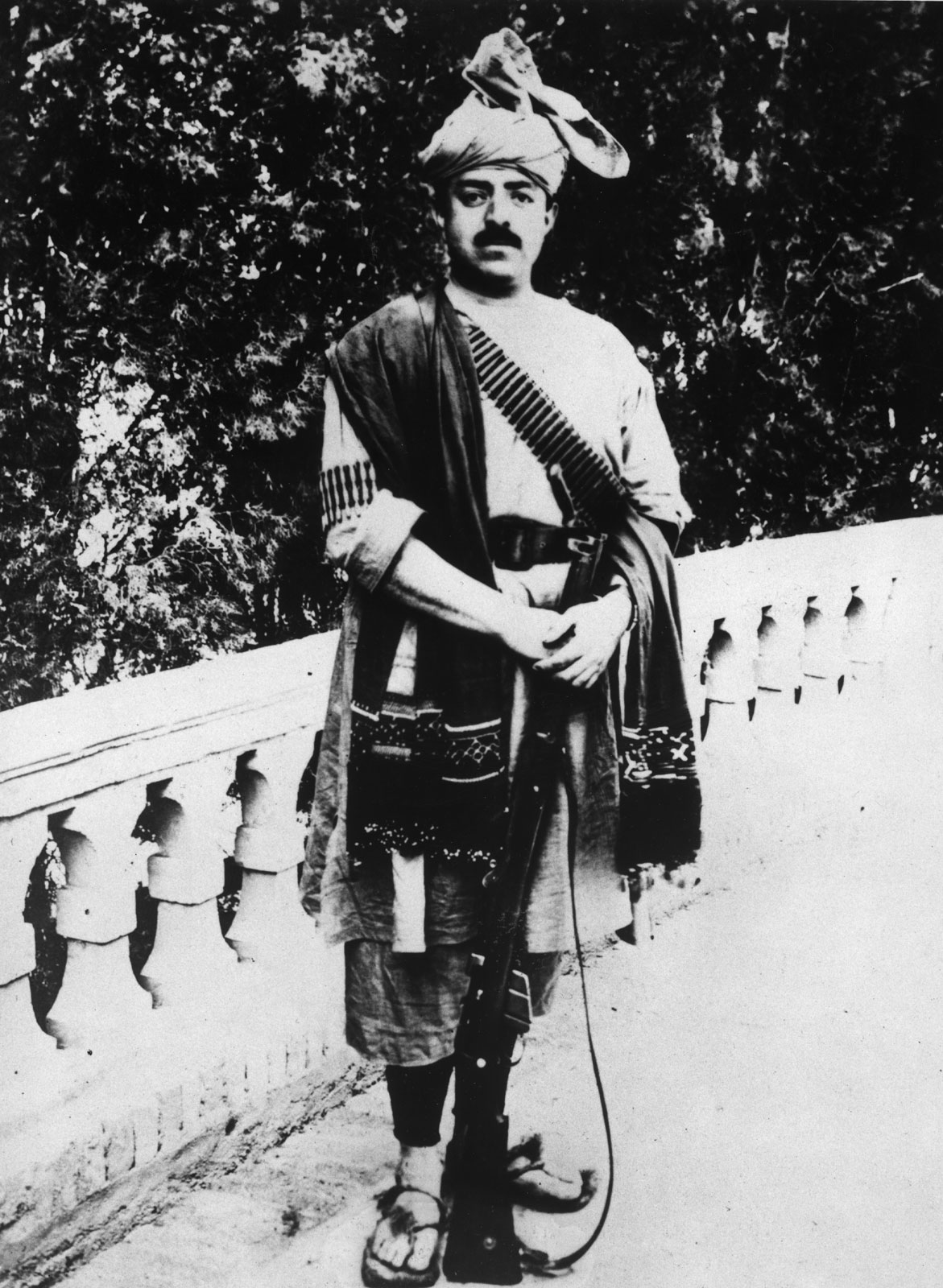
أمان الله خان مع بندقية.

أثناء وبعد زيارة أمان الله إلى أوروبا، زادت المعارضة لحكمه إلى درجة بلغت الانتفاضة في جلال آباد ذروتها في مسيرة إلى العاصمة، وفر الكثير من الجيش بدلاً من المقاومة. كان السبب في ذلك سياسات أمان الله الجديدة للتحديث السريع بعد عودته من جولته في أوروبا في مجتمع لا يزال محافظًا للغاية. بعض سياساته الجديدة (المستوحاة من ثورة مصطفى كمال أتاتورك الذي نصحه بأن يكون معتدلاً وحذرًا في إصلاحاته خلال زيارته لتركيا عام 1928) شملت إلغاء الحجاب، وتغيير يوم الجمعة إلى يوم عمل وجعل يوم الخميس يوم عطلة بدلا من الجمعة. كما أمر الناس باستبدال ملابسهم الأفغانية التقليدية بملابس غربية جديدة (في وقت لا يستطيع فيه غالبية الناس إلا بصعوبة توفير الضروريات الأساسية مثل الطعام) ورفع قبعاتهم عند تحية الآخرين كما هو الحال في الدول الغربية. ونتيجة لذلك، انتفض المحافظون الإسلاميون والمعارضون بقيادة حبيب الله كلكاني ضد حكمه وسياسات التحديث الجديدة المستوحاة من الغرب.
في 14 ديسمبر 1928، قاد كالكاني، زعيم حركة المعارضة " السقاويين " برفقة مجموعات من الكوهستانيين، هجومًا على كابل، والذي تم صده بعد تسعة أيام من القتال وتراجع إلى باغمان . شن هجومًا آخر في 7 يناير 1929 واستولى بنجاح على كابل. في 14 يناير 1929، تنازل أمان الله عن العرش وذهب إلى المنفى المؤقت في الهند البريطانية آنذاك ، ونقل الملكية إلى أخيه غير الشقيق عناية الله خان الذي أصبح الملك التالي لأفغانستان حتى استسلم بعد أربعة أيام في 18 يناير 1929 إلى كلكاني الذي نصب نفسه أميرًا لأفغانستان. أفغانستان .
وكان قدر كبير من المقاومة الداعمة لأمان الله محصوراً في واحدة فقط من "المناطق الثقافية" الخمس. كانت المنطقة المتضررة عبارة عن "منطقة قبلية" صغيرة شملت المقاطعات الشرقية والجنوبية (المشرقي والجنوب) في عام 1929، بالإضافة إلى المقاطعات الحديثة ننجرهار ، لغمان ، كونار ، باكتيا ، وبكتيكا . شينواري، مهمند، كاكار، مانغال، جاجي، أحمدزاي، صافي، غيلزاي، إلى جانب قبائل البشتون الأخرى تسكن معظم هذه المنطقة. كان الهزارة الشيعة التابعون لهزارات من المؤيدين الأقوياء لإصلاحات أمان الله ومن ثم قاوموا حكم الكلكاني. ولم تشارك أجزاء كبيرة من البلاد في أي من الصراعات العنيفة.
بينما كان أمان الله في الهند، قاتل كلكاني قبائل مناهضة للسقاويين. في حوالي 22 مارس 1929، عاد أمان الله إلى أفغانستان ليجمع القوات في قندهار للوصول إلى كابول والتخلص من كلكاني. في أبريل 1929 حاول التقدم إلى كابل لكن قواته هُزمت في مقور بغزنة وفي 23 مايو 1929 فر إلى الهند مرة أخرى. ولم يعد إلى بلاده قط.

## المنفى
استمر حكم كلكاني تسعة أشهر فقط وحل محله نادر خان في 13 أكتوبر 1929. حاول أمان الله خان العودة إلى أفغانستان، لكنه لم يحظ بدعم كبير من الشعب. من الهند البريطانية ، سافر الملك السابق إلى أوروبا واستقر في إيطاليا ، حيث اشترى فيلا في حي براتي في روما . وفي الوقت نفسه، تأكد نادر خان من أن عودة أمان الله إلى أفغانستان أصبحت مستحيلة من خلال الانخراط في الدعاية. تم عكس معظم إصلاحات أمان الله، على الرغم من أن الملك اللاحق محمد ظاهر شاه وضع برنامج إصلاح أكثر تدريجيًا.
ومع ذلك، لا يزال لدى أمان الله مجموعة من المؤيدين المخلصين في أفغانستان. وقد حاول هؤلاء الموالون لأمان الله عدة مرات في ثلاثينيات وأربعينيات القرن الماضي إعادته إلى السلطة دون جدوى.
خلال الحرب العالمية الثانية ، كانت لدى ألمانيا خطط واسعة النطاق لإعادة تثبيت أمان الله على عرشه في أفغانستان . وعلى الرغم من وعي أمان الله خان وحرصه على استعادة عرشه، إلا أنه لم يكن يعرف سوى القليل عن الخطة؛ لم يدعوه المسؤولون النازيون أبدًا للمشاركة في المناقشات. لقد كان اسم أمان الله خان ووجهه هو المطلوب لإضفاء الشرعية على الانتفاضة، وفي نهاية المطاف، صنع حكومة نازية عميلة في أفغانستان. لكن الخطة لم تؤت ثمارها. ولكي تنجح هذه الخطة، احتاجت ألمانيا إلى دعم الاتحاد السوفييتي ، وهو الدعم الذي لم تتلقه بشكل كامل. وبينما ألغى هتلر الخطة في الأيام الأخيرة من شهر ديسمبر عام 1939، كان لا يزال هناك أمل في وزارة الخارجية الألمانية والأبوير في أن يتقدم السوفييت بمقترح؛ لم يحدث قط.
تم إحياء المناقشات في أواخر عام 1942، ولكن بعد خسارة المحور في ستالينغراد عام 1943، وثم تم التخلي عن الخطط.
وفي خضم كل المفاوضات، بقي أمان الله خان في المنفى في روما ولم يتحدث مباشرة مع المسؤولين الألمان أو السوفييت. في حين تشير بعض المقالات الإخبارية في زمن الحرب إلى أنه كان عميلاً نازيًا نشطًا،  تشير مصادر أخرى إلى أنه لم ينجح أبدًا في الحصول على تأشيرة لزيارة برلين.  كان صهره، غلام صديق، الذي منحه أمان الله خان الصلاحيات الكاملة للتفاوض نيابة عنه، هو الذي سافر بين ألمانيا والاتحاد السوفيتي وإيطاليا وسويسرا للمشاركة في المحادثات المحيطة بالعملية .
نجا أمان الله خان من الحرب دون أن يصاب بأذى، لكن يبدو أنه عاش حياة الفقر في منفاه، على الأقل أثناء الحرب العالمية الثانية وبعدها . أحد أسباب تردد المسؤولين النازيين في دعوته إلى برلين هو أنهم اشتبهوا في أنه سيطلب المال.  علاوة على ذلك، وصف ضابط المخابرات البريطاني، الذي زار أمان الله خان بعد أن استولى الحلفاء على روما ، أسرته قائلاً: "جلالة الملك يفرك يده من وقت لآخر من البرد". جلست صاحبة الجلالة على كرسي بذراعين مذهّب ومغطى برشاقة بمعطف من فرو المنك.  وادعى الناس في حي براتي في روما ، حيث يعيش أمان الله خان، أنه وصل ومعه "صناديق المجوهرات" التي باعها.

## وفاته
بعد فراره إلى الهند ، طلب الملك أمان الله خان اللجوء في إيطاليا لأنه حصل على وسام البشارة من الملك فيكتور إيمانويل الثالث في جولته العالمية. توفي في 26 أبريل 1960 في زيورخ ، سويسرا.  تم نقل جثته إلى أفغانستان ودفن في مدينة جلال آباد الشرقية بالقرب من قبر والده حبيب الله خان. لقد ترك وراءه زوجته الأرملة وأربعة أبناء وخمس بنات، بما في ذلك أميرة أفغانستان الهند.

## روابط خارجية
- أمان الله خان على موقع الموسوعة البريطانية (الإنجليزية)
- أمان الله خان على موقع مونزينجر (الألمانية)